# Strongylura
Los agujones comunes son el género Strongylura son peces de la familia belónidos, la cual está ampliamente representada en mares y agua dulce. Con el característico cuerpo alargado y pico afilado de la familia.

## Especies
Existen quince especies válidas en este género:
- Strongylura anastomella (Valenciennes, 1846)
- Strongylura exilis (Girard, 1854) - Aguja brava, Agujón californiano, Marao de California, Picuda
- Strongylura fluviatilis (Regan, 1903)
- Strongylura hubbsi (Collette, 1974) - Agujón maya
- Strongylura incisa (Valenciennes, 1846)
- Strongylura krefftii (Günther, 1866)
- Strongylura leiura (Bleeker, 1850) - Agujón cintado
- Strongylura marina (Walbaum, 1792) - Agujón verde, Marao de laguna, Agujonpo
- Strongylura notata forsythia (Breder, 1932)
- Strongylura notata notata (Poey, 1860) - Agujón de aletas rojas, Agujón negro
- Strongylura scapularis (Jordan y Gilbert, 1882) - Aguja chica, Marao manchado
- Strongylura senegalensis (Valenciennes, 1846) - Agujón senegalés
- Strongylura strongylura (van Hasselt, 1823) - Agujón ocelado
- Strongylura timucu (Walbaum, 1792) - Timucú
- Strongylura urvillii (Valenciennes, 1846)